# Tuyến Đạm Thủy-Tín Nghĩa
Tuyến Đạm Thủy-Tín Nghĩa hoặc Tuyến đỏ (mã R) là một tuyến của Hệ thống đường sắt đô thị Đài Bắc. Nó bao gồm 30 nhà ga phục vụ các quận Đạm Thủy, Bắc Đầu, Sỹ Lâm, Đại Đồng, Trung Sơn, Trung Chính, Đại An, và Tín Nghĩa. Và là tuyến dài nhất tàu điện ngầm Đài Bắc, 29 km.
Đoạn Đạm Thủy chạy dọc theo Tuyến đường sắt Đạm Thủy cũ.
Tuyến đỏ là tuyến mật độ cao nhất hệ thống tàu điện. Đoạn phía Nam của Ga Viên Sơn đều nằm dưới lòng đất; đoạn giữa Ga Viên Sơn và Ga Bắc Đầu chạy ở trên cao; đoạn giữa Ga Bắc Đầu và Ga Hồng Thụ Lâm chạy trên mặt đất; và Ga Đạm Thủy chạy ở trên cao.

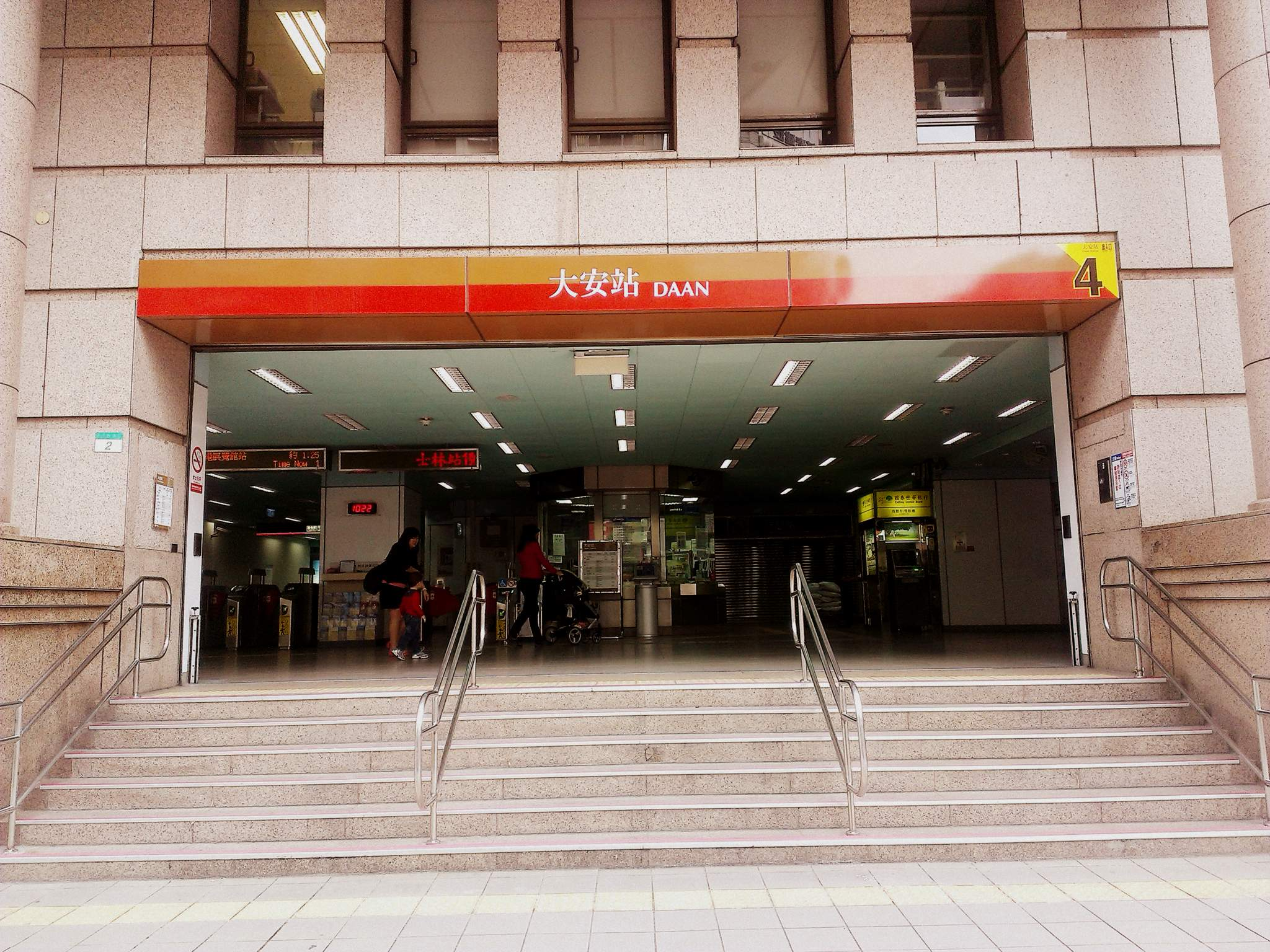
Ga Đại An lối thoát 4

## Lịch sử

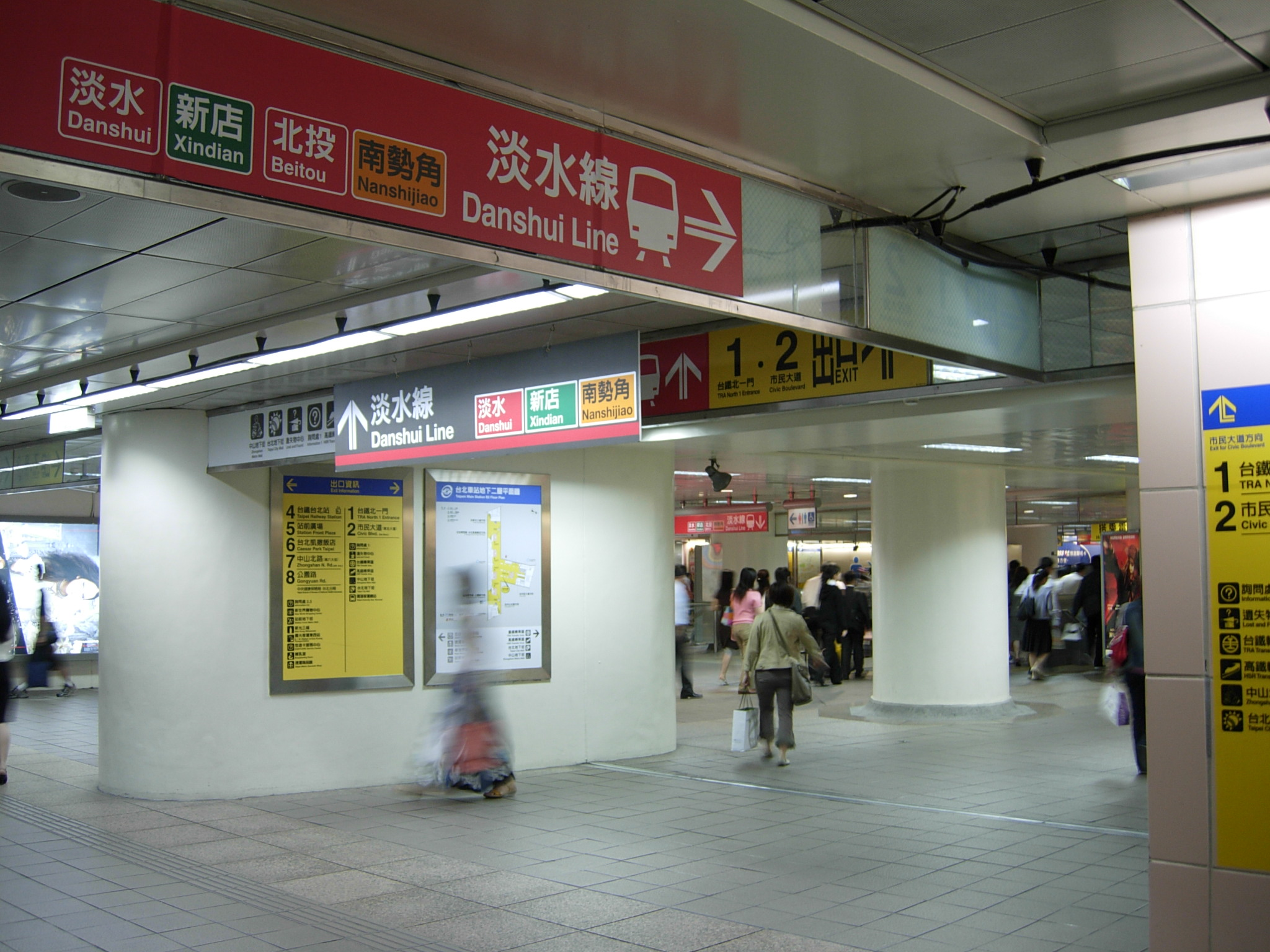
Bảng hiệu tại Ga Đài Bắc vào năm 2007.

Trong vòng 15 năm, tàu chạy từ Ga Đạm Thủy và Ga Tân Điếm thông qua tuyến phía Nam hiện tại là Tuyến Tùng Sơn-Tân Điếm.
- Tháng 7 năm 1988: Bắt đầu xây dựng tuyến Đạm Thủy.
- 2 tháng 3 năm 1997: Tuyến Đạm Thủy bắt đầu dịch vụ từ Đạm Thủy đến Tùng Sơn.
- 25 tháng 12 năm 1997: Mở cửa dịch vụ từ đoạn Tùng Sơn đến Đài Bắc.
- 24 tháng 12 năm 1998: Mở cửa dịch vụ từ đoạn Đài Bắc đến Đài Tưởng niệm Tưởng Giới Thạch.
- 1 tháng 11 năm 2002: Động thổ tuyến Tín Nghĩa.[1]
- 12 tháng 2 năm 2010: Chấp thuận Yuan điều hành cho tuyến Tín Nghĩa mở rộng phía Đông.
- 15 tháng 7 năm 2010: Phần cuối đường hầm được hoàn thành, đánh dấu sự hoàn thành toàn bộ đường hầm.[2]
- 15 tháng 10 năm 2013: Tuyến đã hoàn thành kiểm tra sơ bộ.[3]
- 24 tháng 11 năm 2013: Mở cửa và thu phí từ đoạn Ga Đài Tưởng niệm Tưởng Giới Thạch đến Ga núi Tượng.[4]

## Dịch vụ
Tính đến tháng 12 năm 2017:
- 8 đoàn tàu mỗi giờ (tph) giữa Đạm Thủy và Núi Tượng
- 7 đoàn tàu mỗi giờ giữa Bắc Đầu và Đại An

| Dịch vụ | Dịch vụ | Dịch vụ | Mã   | Tên ga                                    | Tên ga              | Chuyển đổi                                                            | Khoảng cách (km) | Vị trí             | Vị trí          |
| Dịch vụ | Dịch vụ | Dịch vụ | Mã   | Tiếng Việt                                | Tiếng Trung         | Chuyển đổi                                                            | Khoảng cách (km) | Vị trí             | Vị trí          |
| ------- | ------- | ------- | ---- | ----------------------------------------- | ------------------- | --------------------------------------------------------------------- | ---------------- | ------------------ | --------------- |
|         |         |         |      |                                           |                     |                                                                       |                  |                    |                 |
| ●       |         |         | R28  | Đạm Thủy                                  | 淡水                |                                                                       | 28.3             | Đạm Thủy           | Tân Bắc         |
| ●       |         |         | R27  | Hồng Thụ Lâm                              | 紅樹林              | Đường sắt nhẹ Đạm Hải (Green Mountain line) (V01)                     | 26.2             | Đạm Thủy           | Tân Bắc         |
| ●       |         |         | R26  | Trúc Vi                                   | 竹圍                |                                                                       | 24.2             | Đạm Thủy           | Tân Bắc         |
| ●       |         |         | R25  | Quan Độ                                   | 關渡                |                                                                       | 22.1             | Đạm Thủy Bắc Đầu   | Tân Bắc Đài Bắc |
| ●       |         |         | R24  | Trung Nghĩa                               | 忠義                |                                                                       | 21.2             | Bắc Đầu            | Đài Bắc         |
| ●       |         |         | R23  | Phục Hưng Cương                           | 復興崗              |                                                                       | 19.8             | Bắc Đầu            | Đài Bắc         |
| ｜      |         | ●       | R22A | Tân Bắc Đầu                               | 新北投              |                                                                       |                  | Bắc Đầu            | Đài Bắc         |
| ●       | ●       | ●       | R22  | Bắc Đầu                                   | 北投                |                                                                       | 18.1             | Bắc Đầu            | Đài Bắc         |
| ●       | ●       |         | R21  | Kỳ Vũ                                     | 奇岩                |                                                                       | 17.4             | Bắc Đầu            | Đài Bắc         |
| ●       | ●       |         | R20  | Khí Lý Ngạn                               | 唭哩岸              |                                                                       | 16.6             | Bắc Đầu            | Đài Bắc         |
| ●       | ●       |         | R19  | Thạch Bài (Bệnh viện cựu chiến binh)      | 石牌 (榮總)         |                                                                       | 15.3             | Bắc Đầu            | Đài Bắc         |
| ●       | ●       |         | R18  | Minh Đức                                  | 明德                |                                                                       | 14.7             | Bắc Đầu            | Đài Bắc         |
| ●       | ●       |         | R17  | Trí Sơn                                   | 芝山                |                                                                       | 13.8             | Sỹ Lâm             | Đài Bắc         |
| ●       | ●       |         | R16  | Sỹ Lâm                                    | 士林                | [Kế hoạch]                                                            | 12.7             | Sỹ Lâm             | Đài Bắc         |
| ●       | ●       |         | R15  | Kiếm Đàm                                  | 劍潭                |                                                                       | 11.6             | Sỹ Lâm             | Đài Bắc         |
| ●       | ●       |         | R14  | Viên Sơn                                  | 圓山                |                                                                       | 10.0             | Đại Đồng Trung Sơn | Đài Bắc         |
| ●       | ●       |         | R13  | Dân Quyền tây lộ                          | 民權西路            | (O11)                                                                 | 9.1              | Đại Đồng Trung Sơn | Đài Bắc         |
| ●       | ●       |         | R12  | Song Liên (Mackay Memorial Hospital)      | 雙連 (馬偕紀念醫院) |                                                                       | 8.5              | Đại Đồng Trung Sơn | Đài Bắc         |
| ●       | ●       |         | R11  | Trung Sơn                                 | 中山                | (G14)                                                                 | 7.9              | Đại Đồng Trung Sơn | Đài Bắc         |
| ●       | ●       |         | R10  | Đài Bắc                                   | 台北車站            | (BL12) 300 m: Sân bay Đào Viên MRT (A1 Đài Bắc) Bờ Tây (100) (TPE/02) | 7.1              | Trung Chính        | Đài Bắc         |
| ●       | ●       |         | R09  | Bệnh viện Đại học Quốc gia Đài Loan       | 台大醫院            |                                                                       | 6.6              | Trung Chính        | Đài Bắc         |
| ●       | ●       |         | R08  | Đài Tưởng niệm Tưởng Giới Thạch (Nam Môn) | 中正紀念堂 (南門)   | G10 [2018]                                                            | 5.5              | Trung Chính        | Đài Bắc         |
| ●       | ●       |         | R07  | Đông Môn                                  | 東門                | (O06)                                                                 | 4.2              | Trung Chính Đại An | Đài Bắc         |
| ●       | ●       |         | R06  | Công viên Đại An                          | 大安森林公園        |                                                                       | 3.6              | Đại An             | Đài Bắc         |
| ●       | ●       |         | R05  | Đại An                                    | 大安                | (BR09)                                                                | 2.7              | Đại An             | Đài Bắc         |
| ●       |         |         | R04  | Tín Nghĩa An Hòa                          | 信義安和            |                                                                       | 1.7              | Đại An             | Đài Bắc         |
| ●       |         |         | R03  | Đài Bắc 101–Trung tâm Thương mại Thế giới | 台北101/世貿        |                                                                       | 0.7              | Tín Nghĩa          | Đài Bắc         |
| ●       |         |         | R02  | Núi Tượng                                 | 象山                |                                                                       | 0.0              | Tín Nghĩa          | Đài Bắc         |
| ｜      |         |         | R01  | Đền Quảng Từ/Phụng Thiên [Tháng 12 2025]  | 廣慈/奉天宮         |                                                                       | --               | Tín Nghĩa          | Đài Bắc         |